# Фрідріх III (герцог Австрії)
Фрідріх III (нім. Friedrich III.; 1347, Відень — 1362, Відень) — герцог Австрії в 1358-1362 рр.. з династії Габсбургів.
Фрідріх III був другим сином австрійського герцога Альбрехта II і Йоганни Пфірт. Після смерті батька в 1358 р. правителем Австрії став старший брат Фрідріха Рудольф IV, а одинадцятирічний Фрідріх був оголошений герцогом Каринтії і співправителем Рудольфа . Реальною влади Фрідріх III не мав, повністю підкоряючись своєму старшому братові. У віці п'ятнадцяти років він несподівано помер у Відні і був похований в соборі Святого Стефана там же.
Фрідріх III не був одружений і дітей не мав.
| Попередник Альбрехт II | герцог Австрії іКаринтії 1358- 1362 співправитель : Рудольф IV | Наступник Рудольф IV |

| Персоналії | Це незавершена стаття про особу. Ви можете допомогти проєкту, виправивши або дописавши її. |